# Made in Japan
Made in Japan (рус. «Сделано в Японии») — концертный альбом британской группы Deep Purple. Официально выпущен в декабре 1972 года в Европе и в мае 1973 года в США.
В 2013 году журнал Classic Rock включил диск в список «Концертных альбомов, которые изменили мир». В 2019 году это же издание поставило Made in Japan на 21-е место в списке «50 лучших рок-альбомов всех времён», а 2023 году — на вершину своего рейтинга «50 лучших концертных альбомов всех времён». По опросу читателей журнала Rolling Stone в 2012 году альбом занял 6-е место в десятке «Лучших концертных альбомов всех времён», а в 2015 — 32-е место в обновлённом списке «50 величайших концертных альбомов всех времён».

## История создания

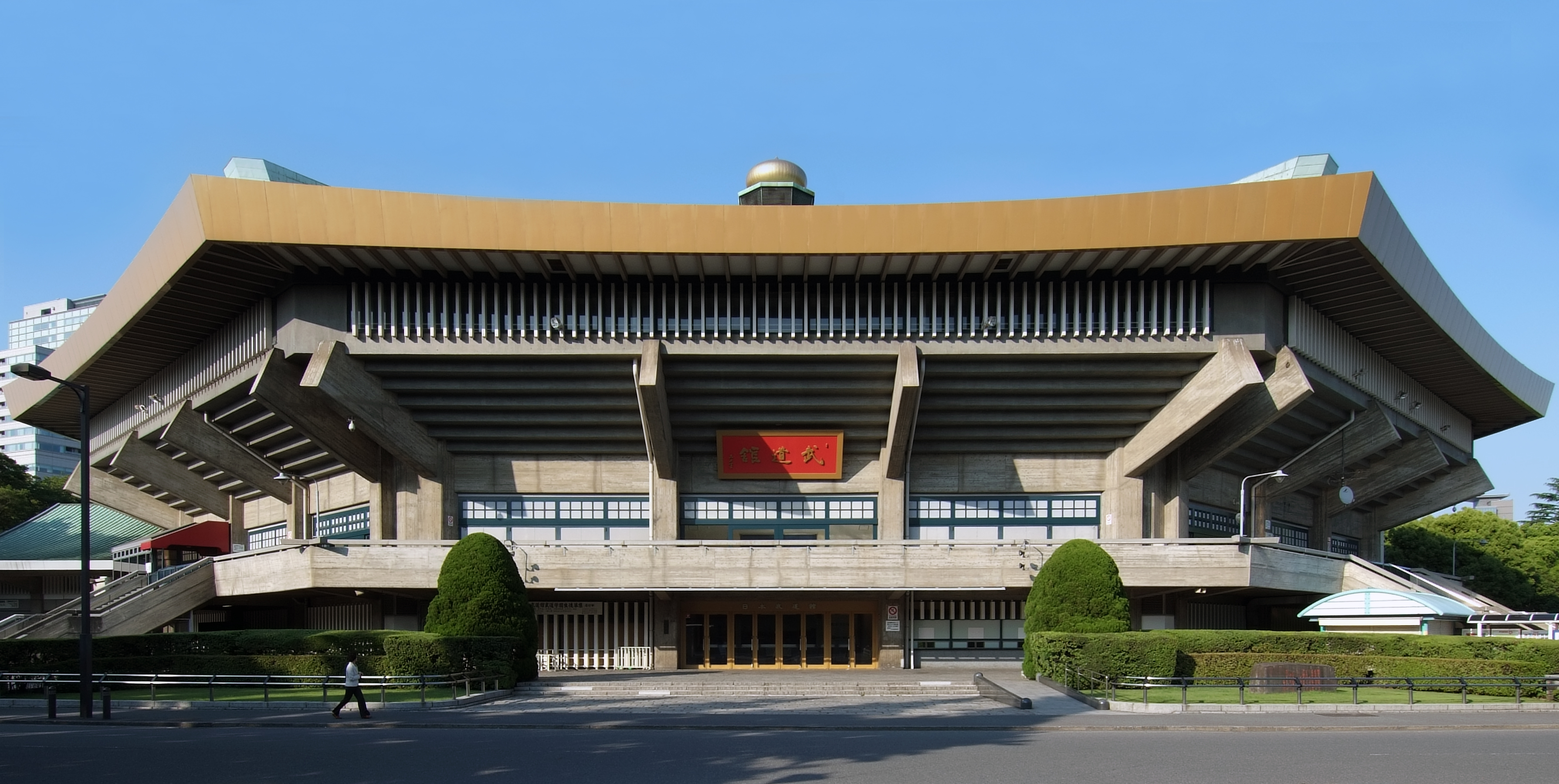
Ниппон Будокан, 2010 год

Альбом составлен из концертных записей 15-17 августа 1972 года в зале Kosei Nenkin Hall в Осаке и на арене Ниппон Будокан в Токио, Япония. Большинство песен — с альбома Machine Head, выпущенного в марте того же года.

«Deep Purple был на пике мощи. Этот двойной альбом был воплощением всего, что мы могли в те дни. Его не планировалось выпускать за пределами Японии. Японцы спросили: „Вы запишете живой альбом?“ Мы ответили: „Мы не пишем живых альбомов; мы в них не верим“. В конце концов, мы согласились при условии, что права на запись остаются за нами, так как не хотели выпускать её за пределами Японии. Затраты на альбом составили всего $3000. Звучал он так хорошо, что мы обратились к Warner Bros.: „Как вам это?“ Они ответили: „Нет, концертные альбомы не котируются“. Потом всё-таки его выпустили, и за две недели альбом стал платиновым.».
Оригинальный текст (англ.)Deep Purple was at the height of its powers. That double album was the epitome of what we stood for in those days. It wasn’t meant to be released outside of Japan. The Japanese said, 'Will you please make a live album?' We said, 'We don’t make live albums; we don’t believe in them.' We finally said okay, but said we wanted the rights to the tapes because we didn’t want the album to be released outside of Japan. That album only cost about $3,000 to make. It sounded pretty good, so we said to Warner Bros., 'Do you want this?' They said, 'No, live albums don’t happen.' They wound up putting it out anyway and it went platinum in about two weeks.
— Джон Лалейна. Modern Keyboard, интервью Джона Лорда, 1989 год.
В 1993 году вышел трёхдисковый сборник Live in Japan, представляющий собой расширенное издание концертов 15−17 августа.

## Обложка
Фотография группы на обложке сделана во время концерта в театре Rainbow в Лондоне. Фотограф — Фин Костелло.
Первоначальный вариант обложки (с фотографией с выступления в Будокан) был использован для расширенного издания японских концертов Live In Japan.

## Список композиций
Авторы песен: Ричи Блэкмор, Иэн Гиллан, Роджер Гловер, Джон Лорд и Иэн Пейс.
| №  | Название             | Дата и место записи | Длительность |
| -- | -------------------- | ------------------- | ------------ |
| 1. | «Highway Star»       | 16 августа, Осака   | 6:50         |
| 2. | «Child in Time»      | 16 августа, Осака   | 12:24        |
| 3. | «Smoke on the Water» | 15 августа, Осака   | 7:31         |
| 4. | «The Mule»           | 17 августа, Токио   | 9:49         |

| №  | Название                | Дата и место записи | Длительность |
| -- | ----------------------- | ------------------- | ------------ |
| 1. | «Strange Kind of Woman» | 16 августа, Осака   | 9:35         |
| 2. | «Lazy»                  | 17 августа, Токио   | 10:50        |
| 3. | «Space Truckin’»        | 16 августа, Осака   | 19:41        |

| №  | Название      | Дата и место записи | Длительность |
| -- | ------------- | ------------------- | ------------ |
| 1. | «Black Night» | 17 августа, Токио   | 6:17         |
| 2. | «Speed King»  | 17 августа, Токио   | 7:25         |
| 3. | «Lucille»     | 16 августа, Осака   | 8:03         |

## Участники записи
- Ричи Блэкмор — гитара
- Иэн Гиллан — вокал, губная гармоника, перкуссия
- Роджер Гловер — бас-гитара
- Джон Лорд — орган, синтезатор
- Иэн Пейс — ударные

## Позиции в хит-парадах
Годовые чарты:
| Хит-парад (1973)                   | Позиция |
| ---------------------------------- | ------- |
| Италия (FIMI)                      | 21      |
| Нидерланды (Buma/Stemra)           | 23      |
| США (Billboard Top Popular Albums) | 26      |
| Франция (IFOP)                     | 39      |
| ФРГ (Jahrescharts Deutschland)     | 2       |